# Kennzeichnungsverordnung

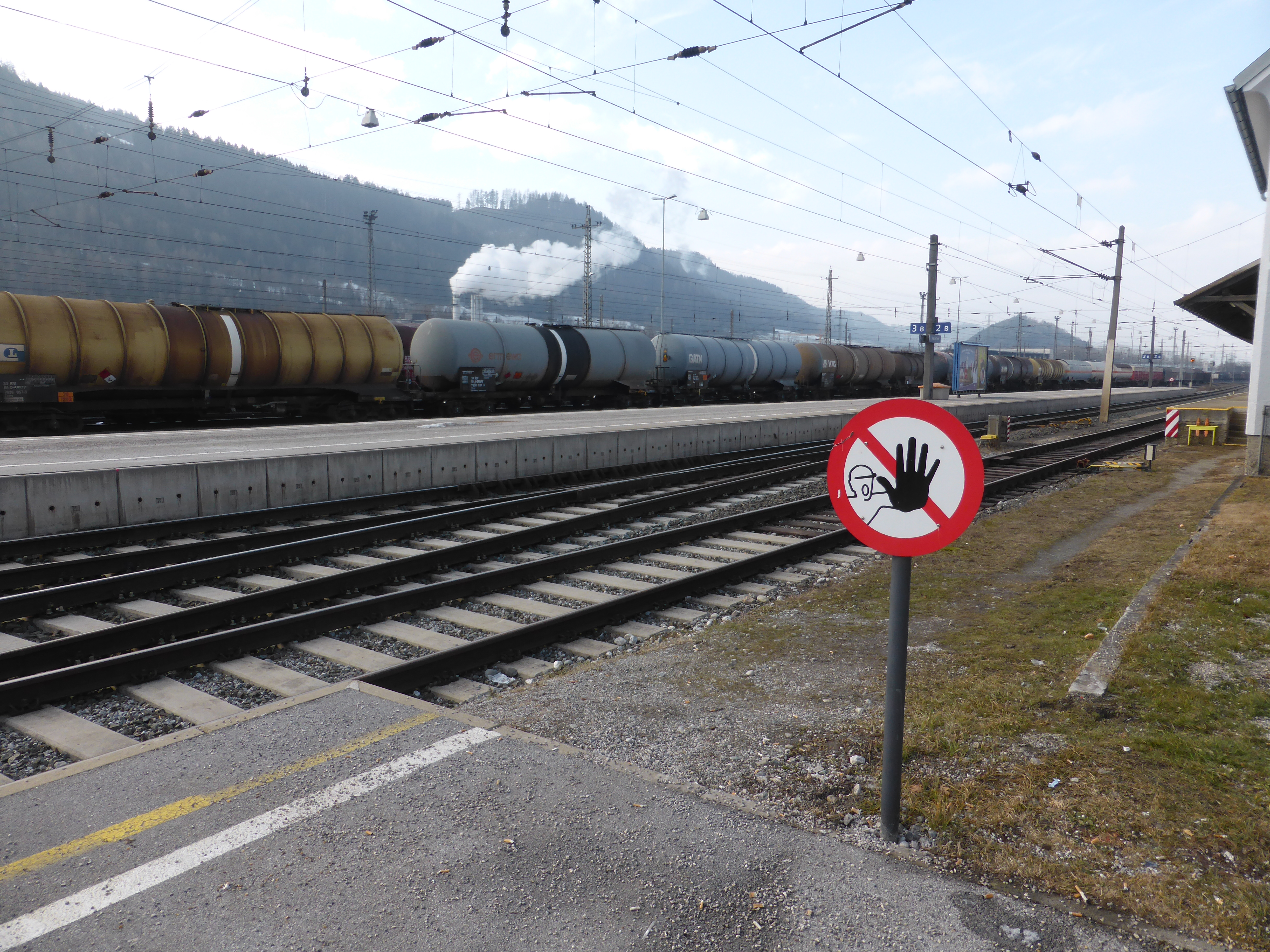
Ein Sicherheitszeichen entsprechend der Verordnung

Die Kennzeichnungsverordnung ist eine Verordnung des österreichischen Bundesministeriums für Arbeit, Gesundheit und Soziales auf dem Gebiet des Arbeitnehmerschutzes. Sie verpflichtet die Arbeitgeber in Österreich, Arbeitsstätten, Baustellen und auswärtigen Arbeitsstellen mit bestimmten Verbots-, Warn-, Gebots-, Rettungs- oder Hinweiszeichen zu versehen. Die Verordnung dient der nationalen Umsetzung der europäischen Richtlinie 92/58/EWG über Mindestvorschriften über die Sicherheits- und Gesundheitsschutzkennzeichnung am Arbeitsplatz.
Rechtsgrundlage sind §§ 3 Abs. 7 und 20 Abs. 2 des ArbeitnehmerInnenschutzgesetzes (ASchG). Die KennV ist eine Durchführungsverordnung zum ASchG.
Da die KennV Mindestvorschriften enthält, dürfen die Behörden von ihren Bestimmungen keine Ausnahmen zulassen (§ 8 KennV).

## Inhalt

### Anwendungsbereich
Die Verordnung gilt für Arbeitsstätten, Baustellen und auswärtige Arbeitsstellen im Sinne des ASchG.
Nach den Begriffsbestimmungen in § 2 Abs. 3 ASchG unterscheidet das ASchG zwischen Arbeitsstätten in Gebäuden und Arbeitsstätten im Freien. Mehrere auf einem Betriebsgelände gelegene oder sonst im räumlichen Zusammenhang stehende Gebäude eines Arbeitgebers zählen zusammen als eine Arbeitsstätte.
Baustellen sind zeitlich begrenzte oder ortsveränderliche Baustellen, an denen Hoch- und Tiefbauarbeiten durchgeführt werden. Dazu zählen insbesondere Aushub, Erdarbeiten, Bauarbeiten im engeren Sinne, Errichtung und Abbau von Fertigbauelementen, Einrichtung oder Ausstattung, Umbau, Renovierung, Reparatur, Abbauarbeiten, Abbrucharbeiten, Wartung, Instandhaltungs-, Maler- und Reinigungsarbeiten, Sanierung.
Auswärtige Arbeitsstellen sind alle Orte außerhalb von Arbeitsstätten, an denen andere Arbeiten als Bauarbeiten durchgeführt werden insbesondere auch die Stellen in Verkehrsmitteln, auf denen Arbeiten ausgeführt werden.
Für landwirtschaftliche Arbeitsstätten gilt die Land- und forstwirtschaftliche Kennzeichnungsverordnung (LF-KennV), für Bedienstete des Bundes wurde die KennV mit der Verordnung der Bundesregierung über die Sicherheits- und Gesundheitsschutzkennzeichnung (B-KennV) modifiziert und umgesetzt.

### Kennzeichnungspflichten
Behälter, die gefährliche chemische Arbeitsstoffe enthalten sowie Räume oder Bereiche (einschließlich Schränke), in denen erhebliche Mengen gefährlicher, insbesondere explosionsgefährliche, brandgefährliche oder gesundheitsgefährdende Arbeitsstoffen gelagert werden, müssen mit einer den Anforderungen der KennV entsprechenden Kennzeichnung versehen werden (§§ 1a, 1b KennV).
Nicht nur die Gefahrenbereiche selbst müssen gekennzeichnet werden, sondern auch sonstige sicherheitsrelevante Bereichen, wie insbesondere Fluchtwege, Erste-Hilfe-Einrichtungen oder Mittel zur Brandbekämpfung wie beispielsweise Feuerlöscher (§ 2 KennV).
Die Anforderungen an verwendete Schilder, Aufkleber und Sicherheitsfarben (§ 3 KennV), Leucht- und Schallzeichen (§ 5 KennV) sowie Sprech- und Handzeichen (§ 6 KennV) müssen den Darstellungen der Anhänge 1 bis 3 zur KennV entsprechen. Geringfügige Abweichungen von den Darstellungen laut Anhang 1 sind insoweit zulässig, als Bedeutung oder Verständlichkeit der Aussage nicht verändert oder vermindert werden (§ 3 Z 2 KenntV). Kennzeichnungen entsprechend der ÖNORM EN ISO 7010 sind daher mit der KennV vereinbar. Weiters ist die Nutzung dieser Symbole durch die Arbeitsinspektion freigegeben. Ein Austausch ist jedoch nicht erforderlich.
Am 30. Juni 2015 ist die KennV an die Verordnung (EG) Nr. 1272/2008 (CLP) angepasst worden. Seitdem dürfen auch CLP-Gefahrenpiktogramme als Behälter- und Bereichskennzeichnung verwendet werden.

### Information und Unterweisung
Die Arbeitgeber müssen die Arbeitnehmer über die Bedeutung der einzelnen Kennzeichen informieren und sie sowohl in Maßnahmen zur Gefahrenverhütung als auch in Schutzmaßnahmen unterweisen (§ 7 KennV).

## Anhänge

### Anhang 1: Schilder
Entsprechend der Verordnung gliedern sich die Sicherheitszeichen in fünf Gruppen:
- Verbotszeichen,
- Warnzeichen,
- Gebotszeichen,
- Rettungszeichen und
- Hinweisschilder für Material zur Brandbekämpfung.

#### Verbotszeichen
„Eigenmerkmale: Form: rund; schwarzes Piktogramm auf weißem Grund, Rand und Querbalken (von links oben nach rechts unten in einem Neigungswinkel von 45° zur Horizontalen) rot; die Sicherheitsfarbe Rot muß mindestens 35% der Oberfläche des Zeichens ausmachen.“

Rauchen verboten
Feuer, offenes Licht und Rauchen verboten
Für Fußgänger verboten
Verbot mit Wasser zu löschen
Kein Trinkwasser
Zutritt für Unbefugte verboten
Für Flurförderzeuge verboten
Berühren verboten

#### Warnzeichen
„Eigenmerkmale: Form: dreieckig; schwarzes Piktogramm auf gelbem Grund, schwarzer Rand; die Sicherheitsfarbe Gelb muß mindestens 50% der Oberfläche des Zeichens ausmachen.“

Warnung vor feuergefährlichen Stoffen oder hoher Temperatur
Warnung vor explosionsgefährlichen Stoffen
Warnung vor giftigen Stoffen
Warnung vor ätzenden Stoffen
Warnung vor radioaktiven Stoffen
Warnung vor schwebender Last
Warnung vor Flurförderzeugen
Warnung vor gefährlicher elektrischer Spannung
Warnung vor allgemeiner Gefahr
Warnung vor Laserstrahl
Warnung vor brandfördernden Stoffen
Warnung vor nichtionisierender Strahlung
Warnung vor starkem magnetischem Feld
Warnung vor Stolpergefahr
Warnung vor Absturzgefahr
Warnung vor Biogefährdung
Warnung vor Kälte
Warnung vor schädlichen oder irritierenden Stoffen (1) (2)
Warnung vor explosionsfähiger Atmosphäre

Anmerkungen:

#### Gebotszeichen
„Eigenmerkmale: Form: rund; weißes Piktogramm auf blauem Grund; die Sicherheitsfarbe Blau muß mindestens 50% der Oberfläche des Zeichens ausmachen.“

Augenschutz tragen
Schutzhelm tragen
Gehörschutz tragen
Atemschutz tragen
Schutzschuhe tragen
Schutzhandschuhe tragen
Schutzkleidung tragen
Gesichtsschutzschild tragen
Auffanggurt anlegen
Gebot für Fußgänger
Allgemeines Gebot (gegebenenfalls mit Zusatzzeichen)

#### Rettungszeichen
„Eigenmerkmale: Form: rechteckig oder quadratisch; weißes Piktogramm auf grünem Grund; die Sicherheitsfarbe Grün muß mindestens 50% der Oberfläche des Zeichens ausmachen.“

Rettungsweg – Notausgang
Rettungsweg – Notausgang
Rettungsweg – Notausgang
Rettungsweg – Notausgang
Rettungsweg – Notausgang
Richtungsanzeige (zusätzlich zu den folgenden Rettungszeichen verwenden)
Erste Hilfe
Krankentrage
Notdusche
Augenspüleinrichtung
Notruftelefon

#### Hinweisschilder für Material zur Brandbekämpfung
„Eigenmerkmale: Form: rechteckig oder quadratisch; weißes Piktogramm auf rotem Grund; die Sicherheitsfarbe Rot muß mindestens 50% der Oberfläche des Zeichens ausmachen.“

Hinweis auf einen Feuerwehrschlauch
Hinweis auf eine Leiter
Hinweis auf ein Feuerlöschgerät
Brandmeldungstelefon
Richtungsanzeige (zusätzlich zu den obenstehenden Zeichen zu verwenden)

### Anhang 2: Sicherheitsfarben

| Sicherheitsfarbe      | Bedeutung                                     | Hinweise – Angaben                                           |
| --------------------- | --------------------------------------------- | ------------------------------------------------------------ |
| Rot                   | Verbotszeichen                                | Gefährliches Verhalten                                       |
| Rot                   | Gefahr – Alarm                                | Halt, Stillstand, Not-Ausschalteeinrichtung                  |
| Rot                   | Gefahr – Alarm                                | Evakuierung                                                  |
| Rot                   | Material und Ausrüstungen zur Brandbekämpfung | Kennzeichnung und Standort                                   |
| Gelb oder Gelb-Orange | Warnzeichen                                   | Achtung, Vorsicht                                            |
| Gelb oder Gelb-Orange | Warnzeichen                                   | Überprüfung                                                  |
| Blau                  | Gebotszeichen                                 | Besonderes Verhalten oder Tätigkeit                          |
| Blau                  | Gebotszeichen                                 | Verpflichtung zum Tragen einer persönlichen Schutzausrüstung |
| Grün                  | Erste-Hilfe-, Rettungszeichen                 | Türen, Ausgänge, Wege, Betriebsmittel, Stationen, Räume      |
| Grün                  | Gefahrlosigkeit                               | Rückkehr zum Normalzustand                                   |

„Muster zur Kennzeichnung von Hindernissen und Gefahrenstellen: Die Streifen (schwarz/gelb oder rot/weiß) sind in einem Neigungswinkel von etwa 45° anzuordnen und müssen in etwa die gleiche Breite aufweisen.“

### Anhang 3: Handzeichen
| Bedeutung             | Erklärung | Bild                                  |
| --------------------- | --- | ------------------------------------- |
| Achtung               | Arm gestreckt hochhalten | KennV Handzeigen Achtung              |
| Beginn der Einweisung | Arm gestreckt hochhalten | KennV Handzeigen Achtung              |
| Halt                  | Beide Arme seitlich waagrecht ausstrecken und in dieser Lage halten. Im Bedarfsfall darf das Zeichen auch einarmig gegeben werden.                                                                                                | KennV Handzeigen Halt                 |
| Halt – Gefahr         | Beide Arme waagrecht abwechselnd ausstrecken und anwinkeln. | KennV Handzeigen Halt-Gefahr          |
| Langsam               | Unterarm nach unten gestreckt langsam nach links und rechts schwenken, solange die vorsichtige Bewegung erforderlich ist. Dieses Zeichen gilt für alle Bewegungsrichtungen der mechanischen Einrichtung oder des Betriebsmittels. | KennV Handzeigen Langsam              |
| Abstandszeichen       | Der zurückzulegende Weg wird durch den horizontalen Abstand der Handflächen angezeigt. Nach Erreichen des gewollten Abstandes ist das Handzeichen „Halt“ zu geben.                                                                | KennV Handzeigen Abstandszeigen       |
| Bewegung in Richtung  | Den der Bewegungsrichtung zugeordneten Arm anwinkeln und seitlich hin und her bewegen. | KennV Handzeigen Richtung             |
| Heben                 | Mit einem nach oben zeigenden Arm kreisen. | KennV Handzeigen Heben                |
| Senken                | Mit einem nach unten zeigenden Arm kreisen. | KennV Handzeigen Senken               |
| Ausladung verkleinern | Mit beiden erhobenen Armen kreisen. | KennV Handzeigen AusladungVerkleinern |
| Ausladung vergrößern  | Mit beiden herabhängenden Armen kreisen. | KennV Handzeigen AusladungVergößern   |
| Öffnen                | Arm mit nach unten halb geöffneter Hand seitlich gestreckt halten. | KennV Handzeigen Öffnen               |
| Schließen             | Arm mit nach unten geschlossener Hand seitlich gestreckt halten. | KennV Handzeigen Schließen            |
| Herkommen             | Mit beiden Armen und den zum Körper zugekehrten Handflächen heranwinken. | KennV Handzeigen Herkommen            |
| Entfernen             | Mit beiden Armen und den vom Körper abgekehrten Handflächen wegwinken. | KennV Handzeigen Entfernen            |
| Abfahren              | Mit hochgestrecktem Arm und nach vorn gekehrter Handfläche wegwinken. | KennV Handzeigen Abfahren             |
| Ende der Einweisung   | Unterarme in Brusthöhe kreuzen. | KennV Handzeigen Ende                 |